# Население Танзании
Численность населения около 50 млн человек (оценка ООН на 2013).
Издревле территория Танзании была заселена койсанскими племенами. В начале н. э. вторглись племена банту из Центральной Африки и заселили высокогорные плато Восточной Африки. Поэтому большинство населения Танзании живет в зоне высотной поясности. Наиболее высока плотность населения в северо-западных регионах страны, наименьшая плотность населения на юго-восточном прибрежье, вдали от Великих озёр. На восточном побережье Африки веками процветала арабская работорговля, в которой приняли участие также мусульмане из Ирана и Индии. В результате смешения работорговцев с прибрежными племенами возник мусульманский народ суахили (береговые люди), который приобретает все большее влияние на близкородственные народы Танзании и соседних стран.
В стране только город Дар-эс-Салам имеет численность населения более 1 млн человек. Уровень урбанизации низкий - по переписи населения 2002 года только 23 % населения проживало в городах, а на Занзибаре 40 %.. Число городов за 2002 - 2010 годы резко увеличилось: с 52 до 200.
Годовой прирост — 2 %.
Фертильность — 4,5 рождений на женщину.
Младенческая смертность — 69 на 1000 рождённых.
Средняя продолжительность жизни — 50 лет у мужчин, 53 года у женщин.
Заражённость вирусом иммунодефицита (ВИЧ) — 6,2 % (оценка на 2007 год).
Этно-расовый состав — в материковой части — 99 % негры, в основном народы банту (хехе, шамбала, сукума, куриа, ха и т.д.); 1 % — потомки выходцев из Британской Индии, белые, арабы; 0,067 % — альбиносы (самый большой показатель в мире). На Занзибаре — в основном арабы, негры и метисы арабо-негритянского происхождения.
Языки — официальные суахили и английский, на Занзибаре распространён арабский, в материковой части — множество местных языков группы банту.
Религии — христиане (55 % — 60 %), мусульмане (30 % — 32 %), местные верования (12 %); на Занзибаре — ок. 97 % мусульмане. Крупнейшими христианскими конфессиями являются католики (12,4 млн), лютеране (5,8 млн), пятидесятники (2,35 млн) и англикане (2 млн).

## Население Танзании
| Год              | Население   |
| ---------------- | ----------- |
| 500 000 до н. э. | 1 000       |
| 10 000 до н. э.  | 1 000       |
| 500 до н. э.     | 300 000     |
| 1                | 1 000 000   |
| 500              | 2 500 000   |
| 1000             | 5 000 000   |
| 1500             | 10 000 000  |
| 1850             | 8 000 000   |
| 1900             | 6 000 000   |
| 1950             | 7 650 000   |
| 1960             | 10 113 000  |
| 1970             | 13 273 000  |
| 1980             | 18 581 000  |
| 1990             | 25 993 000  |
| 2000             | 35 306 100  |
| 2010             | 42 047 300  |
| 2020             | 60 307 270  |
| 2050 (прогноз)   | 160 000 000 |
| 2100 (прогноз)   | 196 000 000 |

Фертильность - 4,83 (2016)

## 5 крупнейших городов (2010)
1. Дар-эс-Салам — 3 212 000
2. Мванза — 581 000
3. Занзибар — 495 000
4. Аруша — 448 000
5. Мбея — 318 000